# 2010 RF188
2010 RF188 est un objet transneptunien d'un diamètre estimé à 481 km, ce qui le qualifie comme un candidat au statut de planète naine.